# Syn Sindbada
Syn Sindbada (ang. Son of Sinbad) – amerykański film przygodowy z 1955 roku. Film swobodnie nawiązuje do postaci Sindbada Żeglarza z arabskiej Księgi tysiąca i jednej nocy. 

## Obsada
- Dale Robertson - Sindbad
- Sally Forrest - Ameer
- Lili St. Cyr - Nerissa
- Vincent Price - Omar Khayyam
- Mari Blanchard - Kristina
- Leon Askin - Kalif
- Jay Novello - Jiddah
- Raymond Greenleaf - Simon Aristides
- Ian MacDonald - Murad
- Donald Randolph - Radny
- Nejla Ates - Tancerka na rynku